# Subregión del Ariari
Ariari es una subregión del departamento del Meta (Colombia), de la cual forman parte los siguientes municipios:
- El Castillo
- Fuente de Oro
- Granada
- Lejanías
- Puerto Lleras
- San Martín de los Llanos
- San Juan de Arama